# (10239) Hermann
(10239) Hermann (1998 TY30) – planetoida z pasa głównego asteroid okrążająca Słońce w ciągu 5,63 lat w średniej odległości 3,16 j.a. Odkryta 10 października 1998 roku.